# Corallium secundum
Corallium secundum is een zachte koraalsoort uit de familie Coralliidae. De koraalsoort komt uit het geslacht Corallium. Corallium secundum werd in 1846 voor het eerst wetenschappelijk beschreven door Dana. 